# Бересклет Гамильтона
Берескле́т Га́мильтона (лат. Euónymus hamiltoniánus) — вид двудольных растений рода Бересклет (Euonymus) семейства Бересклетовые (Celastraceae). Впервые описан датско-британским ботаником Натаниэлом Валлихом в 1824 году.
Назван в честь шотландского исследователя Азии Фрэнсиса Бьюкенена-Гамильтона.

## Распространение и среда обитания
Известен из Афганистана, Пакистана, Бутана, Индии, Китая, России (Дальний Восток, включая Сахалинскую область), Японии, Северной Кореи, Южной Кореи, Непала, Таиланда и с севера Мьянмы (штат Качин). Занесён в штат Пенсильвания (США).
Произрастает в лесах и редколесьях на высоте до 3000 м. Euonymus hamiltonianus — один из наиболее распространённых видов бересклета.

## Ботаническое описание

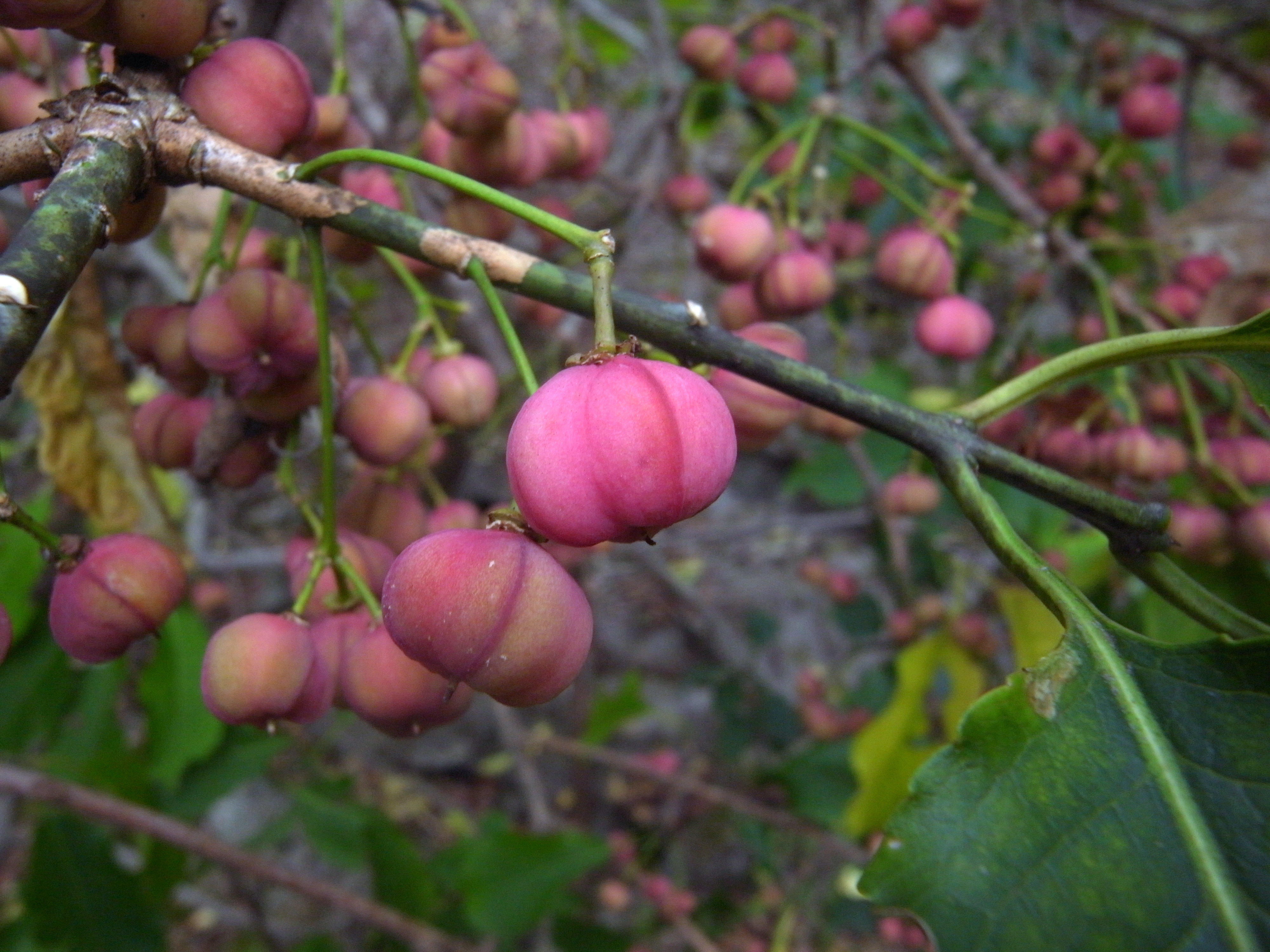
Плоды

Кустарник или небольшое дерево высотой 3—20 м.
Ветви крепкие, зелёного или светло-зелёного цвета.
Листья черешковые, эллиптические или, реже, яйцевидно-эллиптические.
Соцветие с четырьмя белыми цветками до 1 см в диаметре.
Плод — ромбическая коробочка от коричневого до красно-коричневого цвета с тёмно-коричневыми семенами эллиптической формы.
Цветёт с апреля по июль, плодоносит с августа по ноябрь.
Число хромосом — n=16.

## Синонимы
Синонимичные названия:
- Euonymus atropurpureus Roxb. nom. illeg.
- Euonymus bodinieri H.Lév.
- Euonymus darrisii H.Lév. nom. illeg.
- Euonymus dolichophyllus Koidz.
- Euonymus dorsicostatus Nakai
- Euonymus hamiltonianus var. hians (Koehne) Blakelock
- Euonymus hamiltonianus f. koehneanus (Loes.) Blakelock
- Euonymus hamiltonianus var. lanceifolius (Loes.) Blakelock
- Euonymus hamiltonianus f. lanceifolius (Loes.) C.Y. Cheng ex Q.H. Chen
- Euonymus hamiltonianus f. lanceolatus Rehder
- Euonymus hamiltonianus var. nikoensis (Nakai) Blakelock
- Euonymus hamiltonianus var. pubinervius S.Z. Qu & Y.H. He
- Euonymus hamiltonianus var. semiexsertus (Koehne) Blakelock
- Euonymus hamiltonianus subsp. sieboldianus (Blume) H.Hara
- Euonymus hamiltonianus var. yedoensis (Koehne) Blakelock
- Euonymus hians Koehne
- Euonymus juzepczukii Leonova
- Euonymus lanceifolius Loes.
- Euonymus majumi Siebold
- Euonymus nikoensis Nakai
- Euonymus rugosus H.Lév.
- Euonymus sieboldianus Blume
- Euonymus sieboldianus f. albicarpus Y.N. Lee
- Euonymus sieboldianus f. dorsicostatus (Nakai) H.Hara
- Euonymus sieboldianus var. megaphyllus H.Hara
- Euonymus sieboldianus var. nikoensis (Nakai) Ohwi
- Euonymus sieboldianus var. sanguineus Nakai
- Euonymus sieboldianus var. sphaerocarpus Nakai
- Euonymus sieboldianus f. stenophyllus (Koidz.) H.Hara
- Euonymus sieboldianus var. yedoensis (Koehne) H.Hara
- Euonymus vidalii Franch. & Sav.
- Euonymus vidalii var. stenophyllus Koidz.
- Euonymus yedoensis Koehne
- Euonymus yedoensis var. koehneanus Loes.